# 九龍巴士80K線

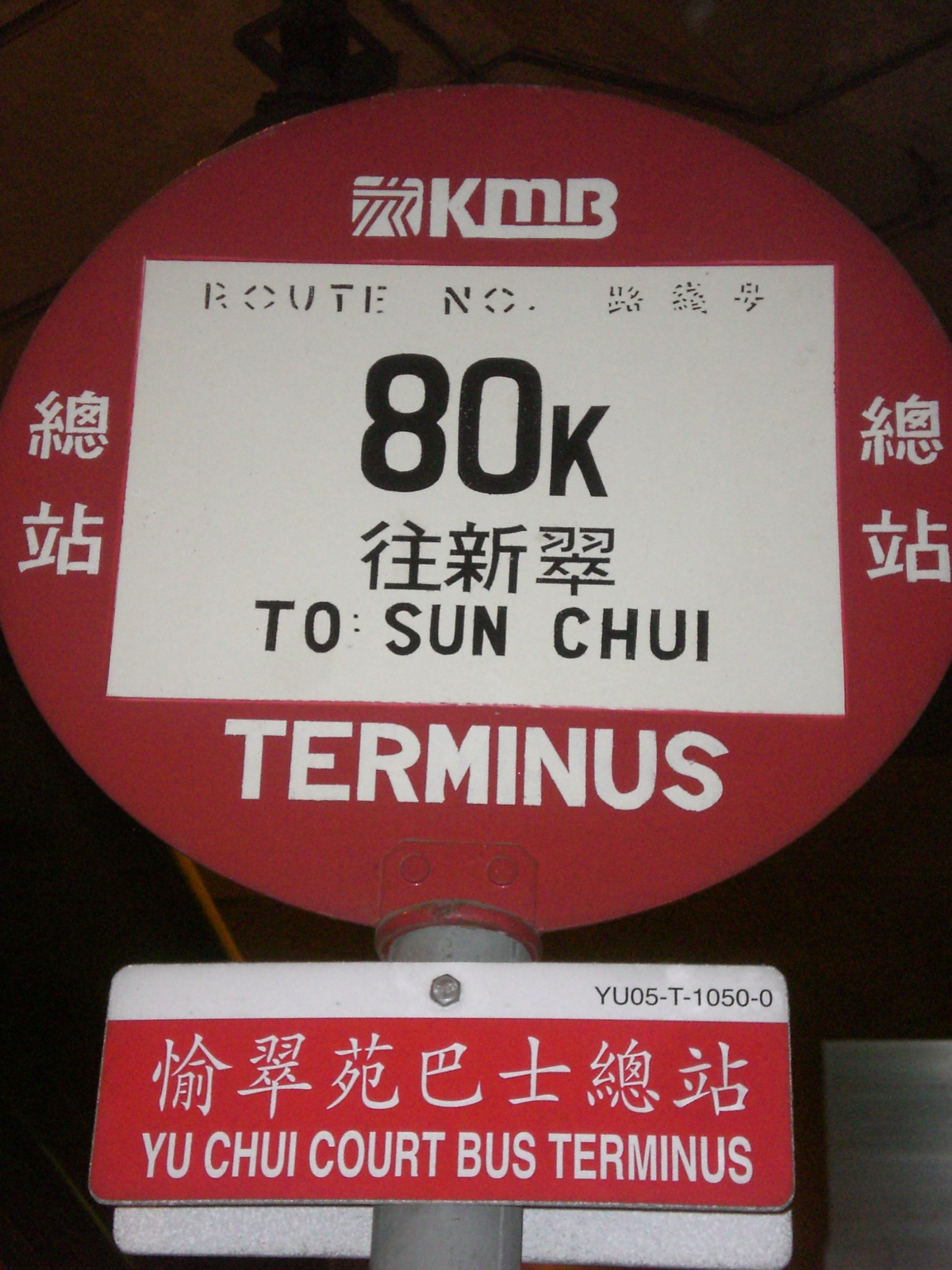
愉翠苑地下的九龍巴士80K線巴士總站

九龍巴士80K線是由九巴營運的一條香港新界巴士路線，來往新翠及愉翠苑。

## 歷史
- 1983年9月11日：本線投入服務，初期總站設於禾輋巴士總站。
- 1984年12月2日：本線延長至小瀝源。
- 1989年7月4日：本線縮短至圓洲角巴士總站。
- 1999年4月30日：本線增派空調巴士行走。
- 2001年11月11日：本線總站延長至愉翠苑公共運輸交匯處。
- 2011年9月18日：本線提升至全空調服務[1]。
- 2014年12月18日：增設到站時間預報。[2]
- 2018年9月29日：往愉翠苑方向增設「小瀝源草地滾球場」站。[3]
- 2025年7月21日：每日由愉翠苑開出之尾班車時間由00:30延遲至00:35。

## 服務時間及班次
| 新翠開           | 新翠開      | 新翠開       | 愉翠苑開         | 愉翠苑開    | 愉翠苑開     |
| 日期             | 服務時間    | 班次（分鐘） | 日期             | 服務時間    | 班次（分鐘） |
| ---------------- | ----------- | ------------ | ---------------- | ----------- | ------------ |
| 星期一至五       | 05:30-06:30 | 20           | 星期一至五       | 05:30-06:20 | 25           |
| 星期一至五       | 06:30-07:00 | 15           | 星期一至五       | 06:20-07:00 | 20           |
| 星期一至五       | 07:00-07:36 | 12           | 星期一至五       | 07:00-07:36 | 12           |
| 星期一至五       | 07:36-08:20 | 14/15        | 星期一至五       | 07:36-08:40 | 16           |
| 星期一至五       | 08:20-09:00 | 20           | 星期一至五       | 08:40-09:00 | 20           |
| 星期一至五       | 09:00-13:00 | 15           | 星期一至五       | 09:00-13:00 | 15           |
| 星期一至五       | 13:00-15:00 | 12           | 星期一至五       | 13:00-15:00 | 12           |
| 星期一至五       | 15:00-18:00 | 15           | 星期一至五       | 15:00-16:00 | 10           |
| 星期一至五       | 18:00-20:20 | 20           | 星期一至五       | 16:00-18:00 | 15           |
| 星期一至五       | 20:20-00:30 | 25           | 星期一至五       | 18:00-20:20 | 20           |
|                  |             |              | 星期一至五       | 20:20-00:30 | 25           |
| 星期六           | 05:30-08:30 | 20           | 星期六           | 05:30       | 05:30        |
| 星期六           | 08:30-11:00 | 15           | 星期六           | 05:55-10:55 | 20           |
| 星期六           | 11:00-15:00 | 12           | 星期六           | 10:55-11:55 | 15           |
| 星期六           | 15:00-18:00 | 15           | 星期六           | 11:55-15:55 | 12           |
| 星期六           | 18:00-20:20 | 20           | 星期六           | 15:55-18:55 | 15           |
| 星期六           | 20:20-00:30 | 25           | 星期六           | 18:55-19:55 | 20           |
|                  |             |              | 星期六           | 19:55-00:30 | 25           |
| 星期日及公眾假期 | 05:30-09:30 | 20           | 星期日及公眾假期 | 05:30       | 05:30        |
| 星期日及公眾假期 | 09:30-11:00 | 15           | 星期日及公眾假期 | 05:55-10:35 | 20           |
| 星期日及公眾假期 | 11:00-14:00 | 12           | 星期日及公眾假期 | 10:35-11:50 | 15           |
| 星期日及公眾假期 | 14:00-18:00 | 15           | 星期日及公眾假期 | 11:50-14:50 | 12           |
| 星期日及公眾假期 | 18:00-20:20 | 20           | 星期日及公眾假期 | 14:50-17:35 | 15           |
| 星期日及公眾假期 | 20:20-00:30 | 25           | 星期日及公眾假期 | 17:35-19:55 | 20           |
|                  |             |              | 星期日及公眾假期 | 19:55-00:30 | 25           |

## 收費
全程：$5.6
| - 本線設有12歲以下小童及65歲或以上長者半價優惠。 - 65歲或以上香港居民使用「樂悠咭」，以及12歲以下合資格殘疾兒童使用「殘疾人士身份」個人八達通繳付車資，均可享有每程$2.0或半價（以較低者為準）的票價優惠；12至64歲合資格殘疾人士使用「殘疾人士身份」個人八達通（包括「樂悠咭」），以及60至64歲香港居民使用「樂悠咭」繳付車資，均可享有每程$2.0或全費（以較低者為準）的票價優惠。 - 65歲或以上長者如使用長者或一般個人八達通繳付車資，則只可享有半價優惠；12至64歲合資格殘疾人士如不使用「殘疾人士身份」個人八達通，以及60至64歲人士如不使用「樂悠咭」繳付車資，必須繳付全費。 - 乘客可以現金或八達通於上車時付款，不設找續。 - 每位成人乘客可免費攜帶最多兩名4歲以下而不佔座位的兒童乘客乘車，超額之4歲以下小童必須繳付小童車費乘車。 - 持有「九巴月票」之乘客在車票有效期內，每日可享最多10程任何九龍巴士及龍運巴士路線（包括本路線，以及聯營路線的九龍巴士／龍運巴士提供的班次；惟乘搭機場「A」及「NA」線則可享原價二七折優惠（不會計算每天10次合資格車程））；而B1線則每日可享最多各2程（不會計算每天10次合資格車程）。 - 九龍巴士、城巴、龍運巴士及陽光巴士全職員工及家屬（不包括外判職員）可免費乘搭本路線，惟必須拍職員或職員家屬八達通。 - 乘客亦可透過多元化電子支付系統（e度嘟）繳付車資，包括使用非接觸式VISA卡、JCB卡、萬事達卡、銀聯卡、美國運通、大來國際、Discover Card、Apple Pay、Google Pay、Samsung Pay、AlipayHK「易乘碼」、支付寶、WeChatHK／微信支付「搭車碼」、銀聯雲閃付「乘車碼」及BOC Pay「乘車碼」。乘客使用此付款方式，使用此支付方式的乘客可享有中途下車之分段收費，以及與其他九巴／龍運獨營路線或聯營線九巴／龍運班次之轉乘優惠，惟不適用於與非九巴／龍運路線之轉乘優惠，亦不能享有「公共交通費用補貼計劃」及「長者及合資格殘疾人士公共交通票價優惠計劃」。 |

### 八達通轉乘優惠
乘客登上本線後120分鐘內以同一張八達通卡轉乘以下路線，或從以下路線登車後150分鐘內以同一張八達通卡轉乘本線，次程可獲車資折扣優惠：
80K←→88，次程可獲$4.2折扣優惠
- 80K任何方向 → 88往中秀茂坪
- 88往大圍站 → 80K任何方向

80K←→W3
- 80K任何方向 → W3往西九龍站，回贈首程車資
- W3往沙田站 → 80K任何方向，次程車資全免（乘客乘搭W3線於沙田站落車前，必須再次確認八達通卡以繳付分段優惠後，方可享有此轉乘優惠）

## 使用車輛

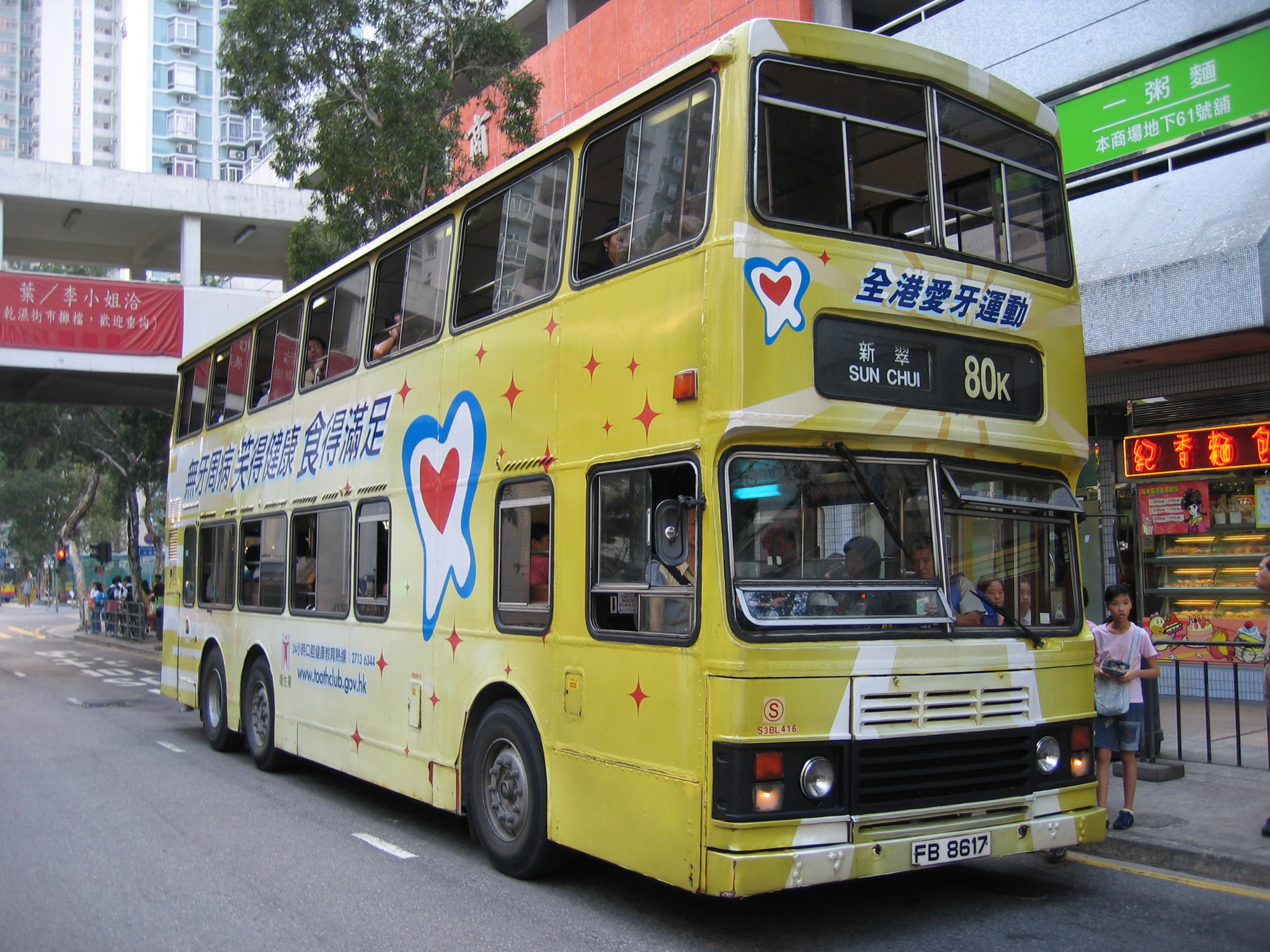
11米利蘭奧林比安曾長時間行走本線

最初行走是派平頂珍寶，而晚年「大水牛」AEC Regent五型亦罕見常出現於本線（另一線是82K），成為該款退役前沙田區僅兩條少見車種。今天身處於威爾斯南部的 Cardiff Transport Preservation Group 的前九巴AEC Regent五型A165（車牌號碼AD7156）仍然顯示著於1987年退役時行走的80K線的號碼。直至90年代初期，珍寶巴士仍是80K線的主要用車，間中亦有派出丹尼士統治者行走；至於曾在香港大行其道的利蘭勝利二型，卻不常出現於本線。當珍寶巴士退役後，九巴派出利蘭奧林比安11米巴士取代之，當中S3BL102（DM4938）、S3BL130（DN6097）、S3BL292（DY9803）及S3BL416（FB8617）曾長時間行走本線。
九十年代進入黃金時段後長期改以12米大型三軸三門巴士接力，型號是非空調丹尼士巨龍（3N）及 利蘭奧林比安（3BL）。其中兩款車型的樣辦車（3N3及3BL1）曾經長時間是該線的掛牌車。1999年起，加入空調富豪奧林比安11米/12米。2001年至2014年以富豪超級奧林比安12米（3ASV）及非空調利蘭奧林比安（S3BL）為主要車款。
現時，本線獲派10輛雙輪椅位Enviro500 MMC 12米（ATENU），均屬於沙田車廠。
| 車隊編號 | 車牌   |
| -------- | ------ |
| ATENU147 | SH8028 |
| ATENU155 | SH8461 |
| ATENU158 | SH9990 |
| ATENU160 | SH8653 |
| ATENU176 | SJ6462 |
| ATENU402 | TC9817 |
| ATENU756 | TS6335 |
| ATENU758 | TS8142 |
| ATENU761 | TS8734 |
| ATENU808 | TV1721 |

## 行車路線
新翠開經：翠田街、車公廟路、迴旋處、車公廟路、大圍站公共運輸交匯處、美田路、迴旋處、美田路、大圍道、大埔公路－大圍段、松嶺路、沙田正街、沙田市中心巴士總站、沙田正街、橫壆街、源禾路、翠榕橋、大涌橋路、小瀝源路、銀城街、插桅杆街、圓洲角巴士總站、插桅杆街、牛皮沙街及翠欣街。
愉翠苑開經：牛皮沙街、插桅杆街、圓洲角巴士總站、插桅杆街、銀城街、小瀝源路、大涌橋路、翠榕橋、源禾路、沙田鄉事會路、沙田市中心巴士總站、沙田正街、白鶴汀街、大埔公路－大圍段、大圍道、美田路、車公廟路、大圍站公共運輸交匯處、美田路、車公廟路及翠田街。

### 沿線車站

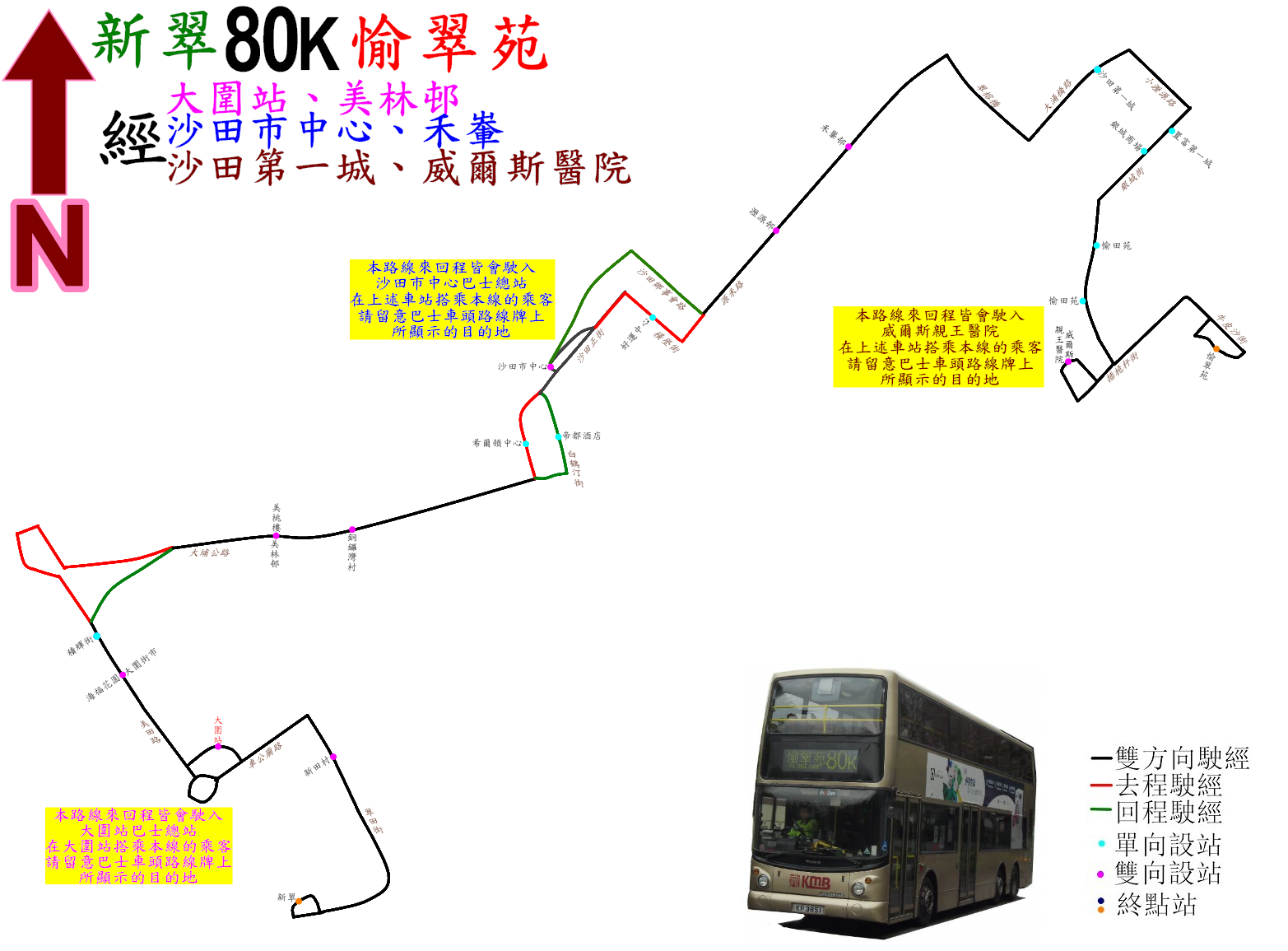
此線的走線圖

| 新翠開 | 新翠開             | 新翠開               | 愉翠苑開 | 愉翠苑開           | 愉翠苑開             |
| 序號   | 車站名稱           | 位置                 | 序號     | 車站名稱           | 位置                 |
| ------ | ------------------ | -------------------- | -------- | ------------------ | -------------------- |
| 1      | 新翠巴士總站       | 新翠巴士總站         | 1        | 愉翠苑巴士總站     | 愉翠苑公共運輸交匯處 |
| 2      | 新田村             | 翠田街               | 2        | 威爾斯親王醫院     | 圓洲角巴士總站       |
| 3      | 大圍站巴士總站     | 大圍站公共運輸交匯處 | 3        | 愉田苑             | 銀城街               |
| 4      | 海福花園           | 美田路               | 4        | 置富第一城         | 銀城街               |
| 5      | 積輝街             | 美田路               | 5        | 沙田第一城         | 大涌橋路             |
| 6      | 美林邨美桃樓       | 大埔公路-大圍段      | 6        | 禾輋邨             | 源禾路               |
| 7      | 銅鑼灣村           | 大埔公路-大圍段      | 7        | 瀝源邨             | 源禾路               |
| 8      | 希爾頓中心         | 沙田正街             | 8        | 沙田市中心巴士總站 | 沙田市中心巴士總站   |
| 9      | 沙田市中心巴士總站 | 沙田市中心巴士總站   | 9        | 帝都酒店           | 白鶴汀街             |
| 10     | 好運中心           | 橫壆街               | 10       | 銅鑼灣村           | 大埔公路－大圍段     |
| 11     | 瀝源邨             | 源禾路               | 11       | 美林邨             | 大埔公路－大圍段     |
| 12     | 禾輋邨             | 源禾路               | 12       | 大圍街市           | 美田路               |
| 13     | 小瀝源路草地滾球場 | 小瀝源路             | 13       | 大圍站巴士總站     | 大圍站公共運輸交匯處 |
| 14     | 置富第一城         | 銀城街               | 14       | 新田村             | 翠田街               |
| 15     | 愉田苑             | 銀城街               | 15       | 新翠巴士總站       | 新翠巴士總站         |
| 16     | 威爾斯親王醫院     | 圓洲角巴士總站       |          |                    |                      |
| 17     | 愉翠苑巴士總站     | 愉翠苑公共運輸交匯處 |          |                    |                      |

## 利用狀況
本線主要方便威爾斯親王醫院、沙田第一城及大圍居民往來新城市廣場，亦途經學校林立的瀝源邨及禾輋邨，客量相當不俗。
本線由大圍至禾輋之間的路段與被稱為姊妹線的88K相同，但本線與88K線也有不同客源，因此客量維持高企。
馬鞍山鐵路（現港鐵屯馬綫）通車後，雖然此路線兩邊總站均接近鐵路站，但由於途經的地方和鐵路不同，而此路線服務流水客為主，因此影響較輕微。